# 藤堂氏
藤堂氏（とうどうし、とうだうし）は、武家・華族だった日本の氏族。近江国犬上郡藤堂村（現在の滋賀県犬上郡甲良町在士）が発祥。戦国時代に藤堂高虎が出て江戸時代に津藩を領する外様大名となり、維新後は華族の伯爵家に列した。

## 出自
近江国愛智郡に住む郡司の家系の中から犬上郡藤堂村に移住した者が名字にしたのに始まるという。
藤堂氏の出自については諸説ある。
1. 中原朝臣説（『歴名土代』[3]『華族類別録』）
2. 宇多源氏佐々木氏族説（『輿地志略』[3]）
3. 平朝臣説（『中興系図』[3]）
4. 藤原朝臣説（『寛政重修諸家譜』[3]）

『歴名土代』によれば、文明年間に藤堂景長が美作守に任ぜられ、中原朝臣を称していたという。藤堂高虎のとき近衛信尋と親しかったことから藤原氏を称した説がある。『寛政重修諸家譜』においては自家の発祥について、藤原三河守景盛が足利将軍に仕えて近江国犬上郡数村を支配して藤堂と称したことに始まるとしている。明治9年（1876年）、藤堂高潔は宮内省に中原姓への復姓を申し出、翌明治10年（1877年）1月に許可された。これにより、藤堂氏は宗族制では天武天皇皇子舎人親王の曾孫中原長谷の子孫である中原朝臣の後裔としている。

## 歴史

### 室町時代～安土桃山時代

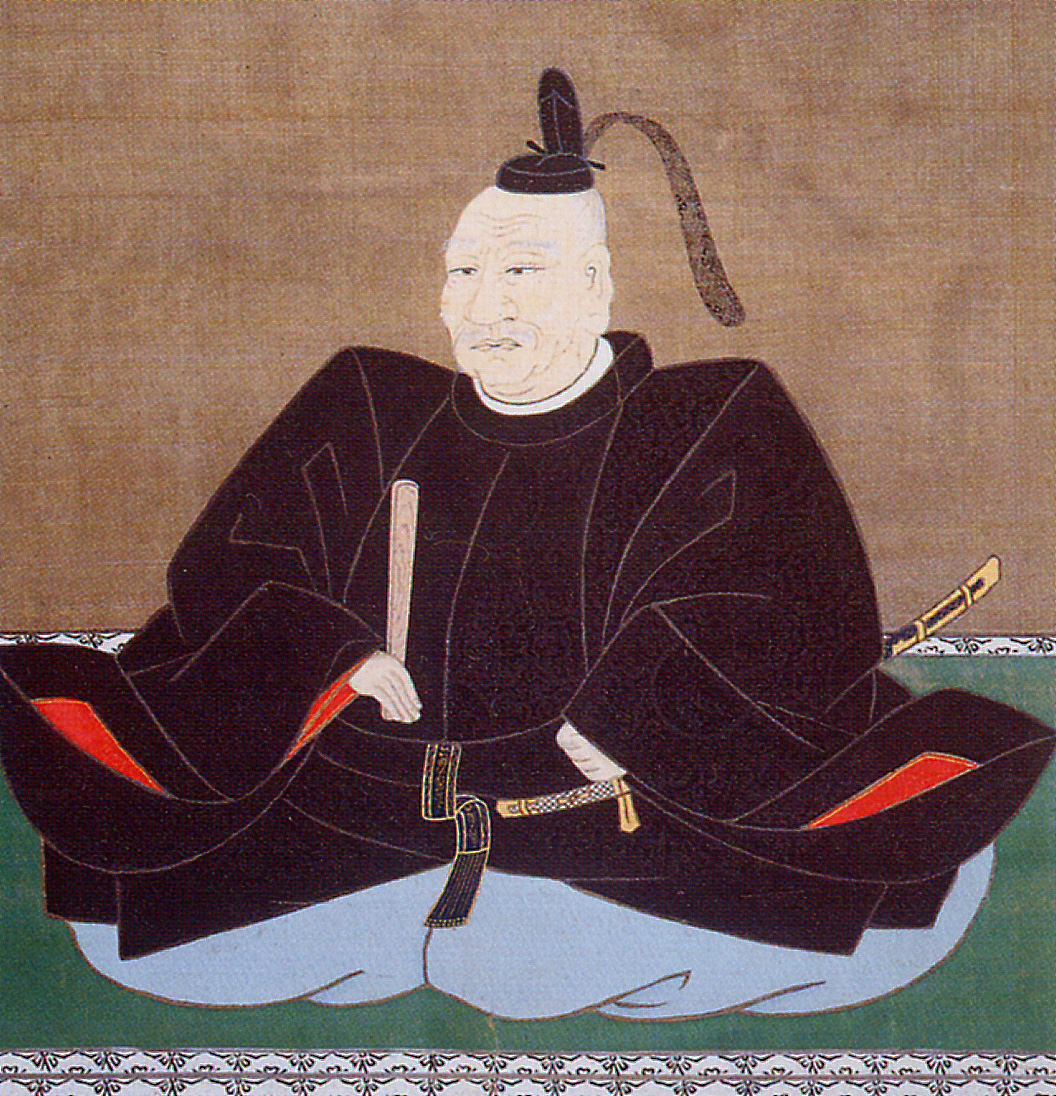
藤堂高虎

藤堂氏の初代藤堂三河守景盛は公家の広橋兼宣に仕える侍であった。
景盛の流れを汲む公家侍藤堂氏は、古記録たびたびに登場しており、京都にも拠点を持つ有力者であった。
康正年間には京極持清の被官に藤堂氏が現れ、1456年（康正2年)7月26日に行われた足利義政の拝賀では、京極勝秀の隊列に藤堂九郎左衛門の名を見る事が出来る。
文明から明応にかけては、『蔭涼軒日録』に京極材宗の側近として藤堂備前守が度々登場する。
永禄年間には浅井長政から内存によって私領を安堵された藤堂九郎左衛門が存在する。
戦国時代の当主藤堂高虎は、浅井氏・阿閉氏・磯野氏・織田氏・豊臣氏・徳川氏と主を次々と乗り換えて大大名に出世したことで知られる。賤ケ岳の戦いや紀州征伐、九州征伐、朝鮮出兵などで戦功を重ねて豊臣秀吉政権下で伊予国内において8万石を領する宇和島城主に昇った。

### 江戸時代
秀吉の死後高虎は徳川家康に接近し、関ヶ原の戦いと大坂夏の陣の戦功で加増が繰り返され、最終的に伊勢国津藩（表高32万3900石）を手に入れた。1608年（慶長13年）に津に移封された後は廃藩置県まで転封はなく津は藤堂家の世襲により支配された。
歴代藩主は大大名が受ける従四位下の官位を受け、和泉守や大学頭などの官職を受けた。将軍の偏諱は受けなかった。1669年（寛文9年）に津藩主藤堂高久は弟の高通に5万石（伊勢国久居藩）、高堅に3000石を分与している。
王政復古後に鳥羽・伏見の戦いが起きた際、津藩軍が真っ先に旧幕府方から官軍に寝返って旧幕府方に砲撃を加えたことで、俗説では「津藩は藩祖（藤堂高虎）の教えがよく受け継がれている」と称されたという。維新後、政府より戊辰戦争の戦功として2万3000石の賞典禄を下賜された。

### 明治時代以降
最後の津藩主の藤堂高猷は1869年（明治2年）の版籍奉還で津藩知事に転じ、その息子の藤堂高潔の代の1871年（明治4年）に廃藩置県を迎えた。
版籍奉還の際に定められた家禄は現米で1万2427石。明治9年の金禄公債証書発行条例に基づき家禄・賞典禄と引き換えに支給された金禄公債の額は41万6788円90銭5厘（華族受給者中15位）。明治14年時の高潔の住居は東京市本所区本所横網町にあった。当時の家扶は塩田重弦。
華族令施行後の1884年（明治17年）7月7日に高潔は旧中藩知事として伯爵に叙された（旧津藩は現米12万4270石と政府に申告していたため、現米5万以上15万石未満の中藩に該当）。分家にあたる旧久居藩主家の藤堂高義は同年7月8日に旧小藩知事として子爵に列した（現米2万3240石で現米5万石未満の小藩に該当）。また藤堂氏は高虎の子孫たる津藩藩主家と支藩のほか、高虎の兄弟と高虎養子・高吉の子孫が連枝としてあった（名張藤堂家。津藩一門家臣として1万5000石を知行していた）。この家も旧万石以上陪臣家の叙爵が始まっていた時期である明治39年に当時の当主藤堂高成が男爵に叙されている。
一方本家の藤堂伯爵家の高潔は侯爵に叙されなかったことに不満があり、侯爵への陞爵運動を盛んに行った。明治25年、明治27年、大正4年、昭和3年と4度にわたって陞爵請願書を提出しており、現高12万4720石の申告は正確ではなかったと弁明したが、いずれの申請でもその主張は認められず伯爵家のままだった。
高潔の跡を継いだ高紹伯爵は天皇の勅許をえた北白川宮家の武子女王との婚約を辞退するという天皇の顔に泥を塗る挙に出て勅勘を蒙り、華族の体面を汚したとされて華族礼遇停止処分を受けた。
昭和前期、藤堂伯爵家の邸宅は東京市中野区小滝町、藤堂子爵家の邸宅は東京市本郷区駒込林町、藤堂男爵家の邸宅は東京市中野区小滝町にあった。
2018年現在、高虎の末裔には女子競艇選手である藤堂里香、お笑い芸人のゆってぃ（本名・藤堂雄太）、チュラロンコン大学国際建築学科（INDA）の教授、藤堂高直、がいる。